# Donghu
Els donghu eren un poble nòmada que va viure a les actuals Xina i Mongòlia, a l'estepa eurasiàtica. El terme prové del xinès i significa "bàrbars de l'est", que és l'apel·latiu amb què vam començar a escriure sobre aquest poble al segle vii aC. Foren destruïts pels xiongnu pels volts de l'any 150 aC.
Van dominar la indústria del bronze i la domesticació del cavall, fet que els va convertir en un poble de guerrers que assetjava periòdicament les ciutats xineses per obtenir riqueses i productes manufacturats.